# Devil Story
Pour plus de détails, voir Fiche technique et Distribution.
Devil Story (également connu sous le titre Il était une fois le diable) est un film d'horreur français réalisé par Bernard Launois, sorti en 1986.

## Synopsis
Un monstre à visage humain et à moitié défiguré en costume de SS terrorise une région champêtre de Normandie et tue sauvagement les personnes qu'il croise. C'est alors que des automobilistes tombent en panne sur la départementale non loin de là. Se rendant dans une auberge à proximité, ils apprennent de leurs hôtes que l'endroit est maudit.

## Fiche technique
- Titre : Devil Story : Il était une fois le diable
- Réalisation : Bernard Launois
- Scénario : Bernard Launois
- Musique : Paul Piot et Michel Roy
- Photographie : Guy Maria
- Son : Gerard Delassus
- Montage : Jackie Battini Chanteau
- Maquillage : Jacky Bouban
- Effets speciaux : Guy Trielli et Paul Trielli
- Production : Condor Films Productions
- Format : couleur — 35mm
- Pays : France
- Genre : Horreur
- Date de sortie : 26 novembre 1986
- Durée : 75 minutes

## Distribution
- Véronique Renaud : La femme blonde
- Pascal Simon : Le monstre/La momie
- Marcel Portier : L'aubergiste
- Nicole Desailly : La femme de l'aubergiste
- Catherine Day : La mère du monstre
- Bernard Launois : Un automobiliste
- Catherine Launois : La femme de l'automobiliste

## Autour du film
Tourné en Normandie, à Fécamp, avec un budget dérisoire (500 000 francs de l'époque), le film compte de nombreux trucages « bon marché » ainsi que des incohérences scénaristiques, il est devenu pour ces mêmes raisons un véritable culte chez les amateurs de nanars. Nanarland a même réédité le film en DVD en 2010 via son label Sheep Tapes avec de nombreux bonus, dont un making-of et une interview du réalisateur Bernard Launois.